# Wenera 1
Wenera 1 (ros. Венера, pol. Wenus) – radziecka bezzałogowa sonda kosmiczna przeznaczona do badania planety Wenus. Głównym celem było zbadanie promieniowania korpuskularnego i pola magnetycznego między Ziemią a Wenus oraz w otoczeniu Wenus. Sonda miała zderzyć się z powierzchnią planety, lecz nie doszło do tego.

## Przebieg misji
Wenera 1 była pierwszym statkiem w historii pomyślnie wysłanym w kierunku Wenus. Statek został wyniesiony przez rakietę na orbitę okołoziemską, tzw. parkingową, o wysokości w perygeum 229 km, a w apogeum 282 km. Nachylenie orbity do płaszczyzny równika wynosiło 65° Pozostawał tam przez pewien czas z ostatnim członem rakiety nośnej. Następnie ten ostatni wystrzelił sondę na orbitę heliocentryczną przecinającą orbitę Wenus. Miała zderzyć się z planetą i pozostawić na niej kulę z proporczykiem ZSRR. Kula ta, wykonana ze stopu tytanowego, przedstawiała Ziemię, była w środku pusta (średnica 70 mm). Na zewnętrznej powierzchni kuli widniały kontury kontynentów. Powierzchnie mórz i oceanów miały kolor niebieski, powierzchnie kontynentów – złocistożółty. Wewnątrz kuli umieszczono medal pamiątkowy z godłem ZSRR. Na odwrotnej stronie medalu wyryto pośrodku schemat układu słonecznego z orbitami Merkurego, Wenus, Ziemi i Marsa i obwiedziono go napisem: Związek Socjalistycznych Republik Radzieckich – 1961 (w języku rosyjskim). Położenie planet na schemacie odpowiadało chwili zbliżenia ASM do planety Wenus. Tytanową kulę z konturami kontynentów umieszczono w specjalnej osłonie ochronnej, której powierzchnia zewnętrzna składała się z pięciokątów z nierdzewnej stali. Na każdym pięciokącie widniało godło ZSRR oraz napis Ziemia – Wenus 1961.
19 lutego – 7 dni po starcie – w odległości około dwóch milionów kilometrów z przyczyn technicznych została utracona łączność ze statkiem. Prawdopodobnie wskutek intensywnego wzrostu wiatru słonecznego. Wskutek braku łączności nie można było przeprowadzić manewrów korekcyjnych trajektorii i sonda minęła planetę 19 maja 1961 w odległości 99 858 km.

## Budowa i działanie
Sonda składała się z cylindra z umieszczoną na szczycie kopułą, o całkowitej wysokości 2,035 m i średnicy 1,050 m. Z korpusu, poprzecznie, wystawały dwa panele słoneczne o całkowitej powierzchni 2 m². Do cylindra przymocowana była przeszło dwumetrowej średnicy siatkowa antena paraboliczna o dużym zysku. Kopuła zawierała sferę ciśnieniową, w której był umieszczony proporczyk ZSRR, przystosowaną do pływania po domniemanym oceanie wenusjańskim. Miała się tam znaleźć po planowanym uderzeniu w Wenus. Wenera 1 nie miała własnego systemu napędowego, lecz posiadała silniczki korekcyjne wykorzystujące azot. Temperatura była kontrolowana przez żaluzje termiczne.
Sonda przy starcie miała masę 923 kg. Przy końcu misji, na orbicie heliocentrycznej, miała masę 643,5 kg.

## Ładunek
- Magnetometr typu flux-gate, na dwumetrowym wysięgniku – z instrumentu uzyskano nieliczne dane niezamieszczone w literaturze
- Pułapka jonowa
- Detektory mikrometeoroidów
- Liczniki cząstek wiatru słonecznego i promieniowania kosmicznego